# Kecerpálvágása
Kecerpálvágása (szlovákul: Kecerovské Pavlovce) Kapipálvágása része Szlovákiában, az Eperjesi kerület Varannói járásában.

## Fekvése
Kapipálvágása központjától 1 km-re délre fekszik.

## Története
A 18. század végén Vályi András így ír róla: „PÁLVÁGAS. Pavlovce, Kapi Pálvágas, Keczer Pálvágas, két tót falu Sáros Vármegyében. Kapi Pálvágásnak földes Ura Kapy Uraság, Kéczer Pálvágásnak pedig több Uraságok, ez fekszik Hanusfalvához közel, mellynek filiája, lakosaik katolikusok, határjaik jól termők, vagyonnyaik középszerűek, második osztálybéliek.”
Fényes Elek 1851-ben kiadott geográfiai szótárában így ír a faluról: „Vágás (Pál-), Sáros v. tót falu, Hanusfalva fil., 220 kath., 157 evang., 37 zsidó lak.”
1910-ben 205, többségben szlovák lakosa volt, jelentős cigány kisebbséggel. 1920 előtt Sáros vármegye Girálti járásához tartozott.
1943-ban csatolták Kapipálvágásához.

## Lásd még
- Kapipálvágása
- Hársalja